# Calenberger Lößbörde

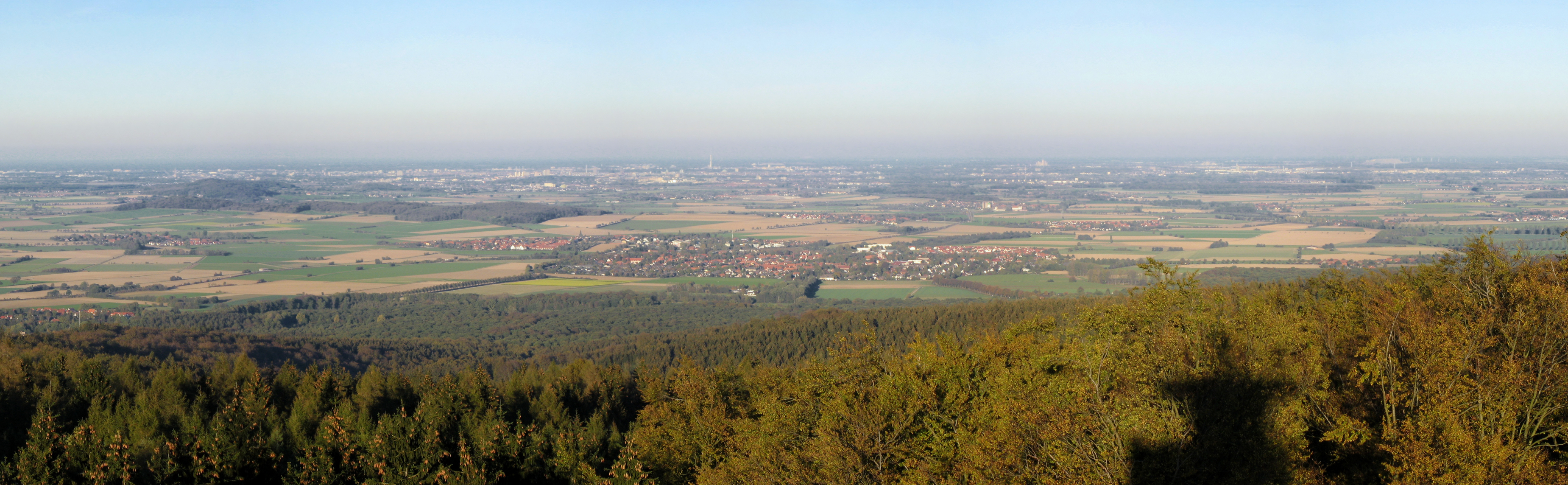
Blick vom Annaturm auf dem Deister in Richtung Hannover über den nördlichen Bereich der Calenberger Lößbörde

Die Calenberger Lößbörde (Lössbörde), auch Calenberger Börde genannt, ist eine 684 km² große Landschaft, die sich westlich und südwestlich der niedersächsischen Landeshauptstadt Hannover befindet. Sie liegt im Bereich des historischen Calenberger Landes, nach dem sie benannt wurde. Die Calenberger Lößbörde ist durch eine mächtige, eiszeitlich entstandene Lössauflage gekennzeichnet. Das vom Wind angewehte Bodensubstrat hat fruchtbare Böden ausgebildet, die als Ackerland intensiv landwirtschaftlich genutzt werden.

## Lage
Die Calenberger Lößbörde grenzt im Norden, in etwa durch den Mittellandkanal abgegrenzt, an die Niederung der Leine bei Wunstorf, die zur westlich benachbarten Lössbörde des Bückebergvorlands überleitet, und im Nordosten an die Stadt Hannover. Mit bzw. jenseits der Leineniederung ab Hannover schließt sich die Hannoversche Moorgeest mit kiesig-sandigen Bodenverhältnissen an.
Die westliche Grenze bildet das Calenberger Bergland mit dem Deister im Norden. Südlich des Deisters tritt die Börde immer wieder buchtartig zwischen einzelne Höhenzüge. Bei Springe tritt sie zwischen Deister und den Kleinen Deister, der nach Süden in den Osterwald übergeht; bei Coppenbrügge geht sie zwischen Osterwald und den Ith, der das Alfelder Bergland als südwestliche bis südliche Nachbarlandschaft einleitet. Durch weitere deutliche Senken getrennt folgen im Gegenuhrzeigersinn der Thüster Berg und der Külf, jenseits der Leine die Sieben Berge. Östlich Gronaus geht das Alfelder Bergland in das Innerstebergland mit dem Hildesheimer Wald als südöstlicher Nachbarlandschaft über, dessen Nordausläufer Giesener Berge nebst Osterberg bereits durch einen Korridor nach Hildesheim bei Himmelsthür abgetrennt sind.
Im Osten grenzt die Braunschweig-Hildesheimer Lößbörde an, die rechts der Oker in das Ostbraunschweigische Hügelland südöstlich Braunschweigs mit dem Elm übergeht, dieses etwas jenseits der oberen Aller schließlich in die bekannte Magdeburger Börde. Diese Bördelandschaften gehören zur mitteleuropäischen Lösszone, die sich nördlich der Mittelgebirgsschwelle von Belgien bis in die Westukraine erstreckt. In der nördlichen Mittelgebirgsschwelle endet die Großregion 2. Ordnung der Lößbörden jedoch nach Westen im Lübbecker Lößland, das sich jenseits des Bückebergvorlands und des Wesertals bei Minden anschließt.
Das Gebiet der Calenberger Lößbörde gehört zur Region Hannover sowie den Landkreisen Hildesheim, Schaumburg und Hameln-Pyrmont. Flüsse und Bäche in der Landschaft sind neben der Leine die Ihme, die Südaue, die Möseke und die Haller. Größere Orte sind Barsinghausen, Elze, Gronau, Nordstemmen, Pattensen und Wennigsen.

## Naturräumliche Gliederung
Die Calenberger Lößbörde wurde im Handbuch der naturräumlichen Gliederung Deutschlands in der ersten Kartierung von 1954 als Kalenberger Lößbörde definiert und ist, auf jene Grenzen bezogen, in der 6. Lieferung des Handbuchs von 1959 mit einer Fläche von 700,3 km² angegeben. Eine feinere Gliederung erfolgte durch Sofie Meisel, die auch den entsprechenden Abschnitt im Handbuch verfasst hatte, im Jahr 1960 auf Einzelblatt 1:200.000 86 Hannover. Das Bundesamt für Naturschutz hat, sich an Blatt 86 Hannover orientierend, eine Fläche von 684 km² ermittelt.
Nachfolgend sind alle Unter-Naturräume der Calenberger Lößbörde angegeben; zusätzlich sind inselartige Höhenzügen mit Höhenlage über NHN sowie das anstehende Gestein (Buntsandstein, Muschelkalk, Keuper, Jura, Kreide) aufgeführt:
- (zu 52 Niedersächsische Börden)
  - 521 Calenberger Lößbörde
    - 521.0 Hannoversche Börde (links der Leine)
      - 521.00 Kirchwehrener Hügelland
      - 521.01 Gehrdener Lößhügel
        - Stemmer Berg (122,8 m; Kreide)
        - Gehrdener Berg (155 m; Kreide)
        - Süllberg (199 m[7]; Jura)

      - 521.02 Benther Land
        - Benther Berg (173,3 m; Buntsandstein)
        - Kalihalde bei Empelde (min. 131 m[8])
        - Bettenser Berg (90 m[9]; Muschelkalk)

      - 521.03 Pattenser Ebene
      - 521.04 Eldagser Lößhügel
        - Limberg (159 m[10]; Muschelkalk, Keuper; unmittelbar westlich Gestorfs)
        - Abraham (bis 134 m[11]; Muschelkalk; südsüdöstliche Fortsetzung des Limbergs bis Hallerburg)
        - Sichter (Auf der Höhe; 113 m;[12] Buntsandstein; unmittelbar nördlich Eldagsens, westlich des Abraham)

      - 521.05 Marienburger Höhen
        - Schulenburger Berg (175 m[13]; Buntsandstein; Schloss Marienburg auf einem 136 m hohen Vor-Gipfel)
        - Finie (167 m;[14] Muschelkalk und Buntsandstein; Kloster Wittenburg auf dem Südsporn)
        - Limberg (183 m[15]; Muschelkalk und Buntsandstein; nördlich Mehles)
        - Kirschberg (?)[16] (115 m[17]; Muschelkalk; Norden der Kernstadt von Elze)

      - 521.06 Esbecker Börde
        - Sonnenberg (144 m[18]; Muschelkalk; nordwestliche Verlängerung des Külf)

    - 521.1 Leine-Talung
      - 521.10 Sarstedter Talung
      - 521.11 Gronauer Talung

    - 521.2 Hildesheimer Wald-Vorland (rechts der Leine)
      - 521.20 Rössinger Lößhügel
        - Kalihalde/Kaliwerk Siegfried (min. 150 m[19]; östliche Nahtstelle zur Hildesheimer Börde auf der nördlichen Verlängerung der Giesener Berge)

      - 521.21 Barfelder Lößhügel
        - Großer Rammelsberg[20] (137 m[21]; lössbedeckter Keuper)

## Böden

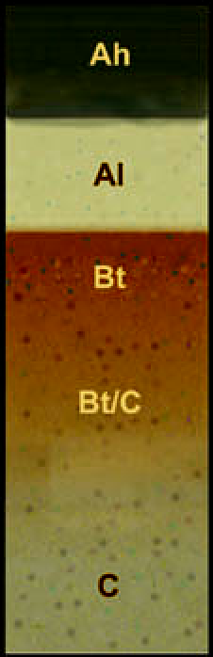
Bodenprofil von Parabraunerde mit dem Ton-
anreicherungs-
horizont Bt

Die Böden der Calenberger Lößbörde sind durch eine bis zu 2 Meter mächtige Lössschicht geprägt. Sie bildete sich während und nach der Weichsel-Kaltzeit als letzter Eiszeit durch Windausblasung, die das Substrat vor der Mittelgebirgsschwelle ablagerte. Auf dem Löss entwickelten sich die Böden hier im Laufe der Zeit vorwiegend zu Parabraunerden mit einer tiefgründigen Humosität. Der mächtige Humushorizont scheint eine Folge lang andauernder Ackernutzung mit Anreicherung organischer Substanz im Boden zu sein. Warum sich in diesem Gebiet größtenteils der Bodentyp der Parabraunerde und nicht, wie in der benachbarten Hildesheimer Börde, Schwarzerde bildete, ist bis heute nicht klar. Relikte von einstigen Schwarzerdeböden finden sich in der Calenberger Börde nur kleinflächig in den Bereichen Harenberg, Pattensen und im Kirchwehrener Wald. Im Bodenprofil weist die Calenberger Bördelandschaft einen an Ton verarmten und ausgebleichten Oberboden auf. Im Unterboden ab etwa 50 cm Tiefe findet sich ein bis zu 40 cm mächtiger, rötlichbrauner Tonanreicherungshorizont. Diese Horizontierung entstand durch Tonverlagerung nach unten, die im feuchten Atlantikum unter Wald begann.

## Bodennutzung und Vegetation
Frühe menschliche Siedlungsaktivitäten auf den guten Ackerböden der Lössbörde gab es bereits in vorgeschichtlicher Zeit, was anhand von archäologischen Fundstellen wie dem Urnengräberfeld Hohnhorst und der Eisenzeitlichen Siedlung bei Bantorf ersichtlich ist. Heute wird die stark wellige und kaum strukturierte Landschaft intensiv landwirtschaftlich genutzt, vor allem durch Zuckerrüben- und Weizenanbau. Die meisten Dörfer sind als eng bebaute Haufendörfer angelegt worden, um das kostbare Ackerland nicht zu verschwenden. Aufgrund der fruchtbaren Böden entstanden in dem Gebiet viele Güter und Rittergüter. Im nördlichen Bereich der Börde im Calenberger Land sind dies Anlagen in Bredenbeck, Stemmen, Wichtringhausen, Grossgoltern, Langreder, Eckerde, Egestorf, Lemmie, Leveste, Bennigsen und Hemmingen.

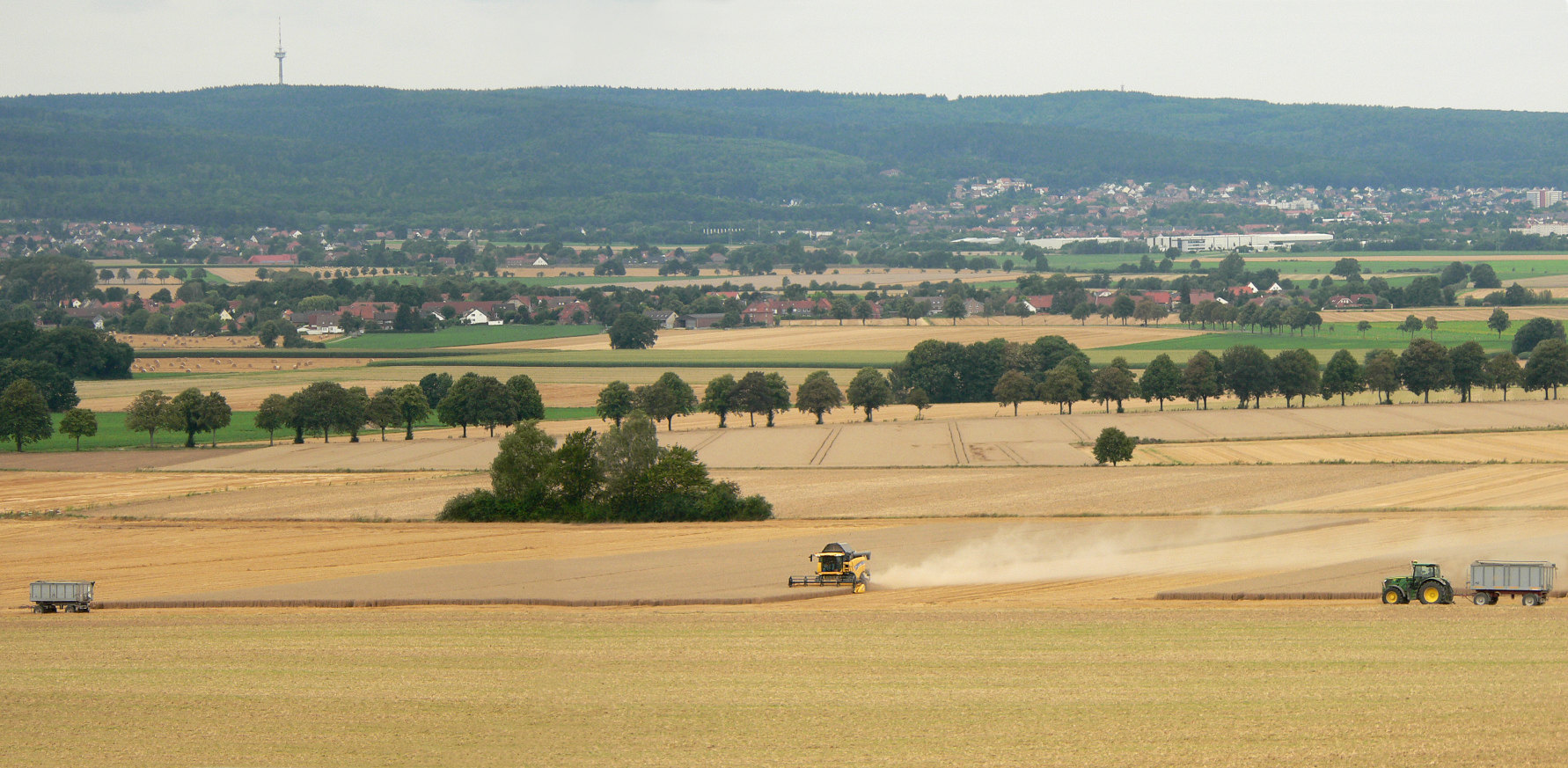
Getreideernte in der Börde zwischen Gehrdener Berg und Deister

Die natürliche Vegetation in der Calenberger Lößbörde sind Waldgesellschaften von Buchenmischwald auf trockenen sowie Eichen-Hainbuchenwald auf feuchten Standorten. Allmählich wichen die Wälder dem Ackerbau, so dass das Gebiet heute sehr waldarm ist. Karten der Kurhannoverschen Landesaufnahme von 1781 zeigen eine Landschaftssituation, in der die Dörfer und ihre Feldfluren weitgehend von Wäldern umgeben sind. Die heute noch vorhandenen Waldbestände finden sich hauptsächlich im Bereich von Anhöhen wie dem Gehrdener Berg und dem Benther Berg sowie an feuchten Standorten in den Niederungen, wo im Boden Gleye und Pseudogleye vorherrschen. Entlang der Leine wird an zahlreichen Stellen Kies und Sand abgebaut, was zu einer Vielzahl an Baggerseen führte.